# アイゴ

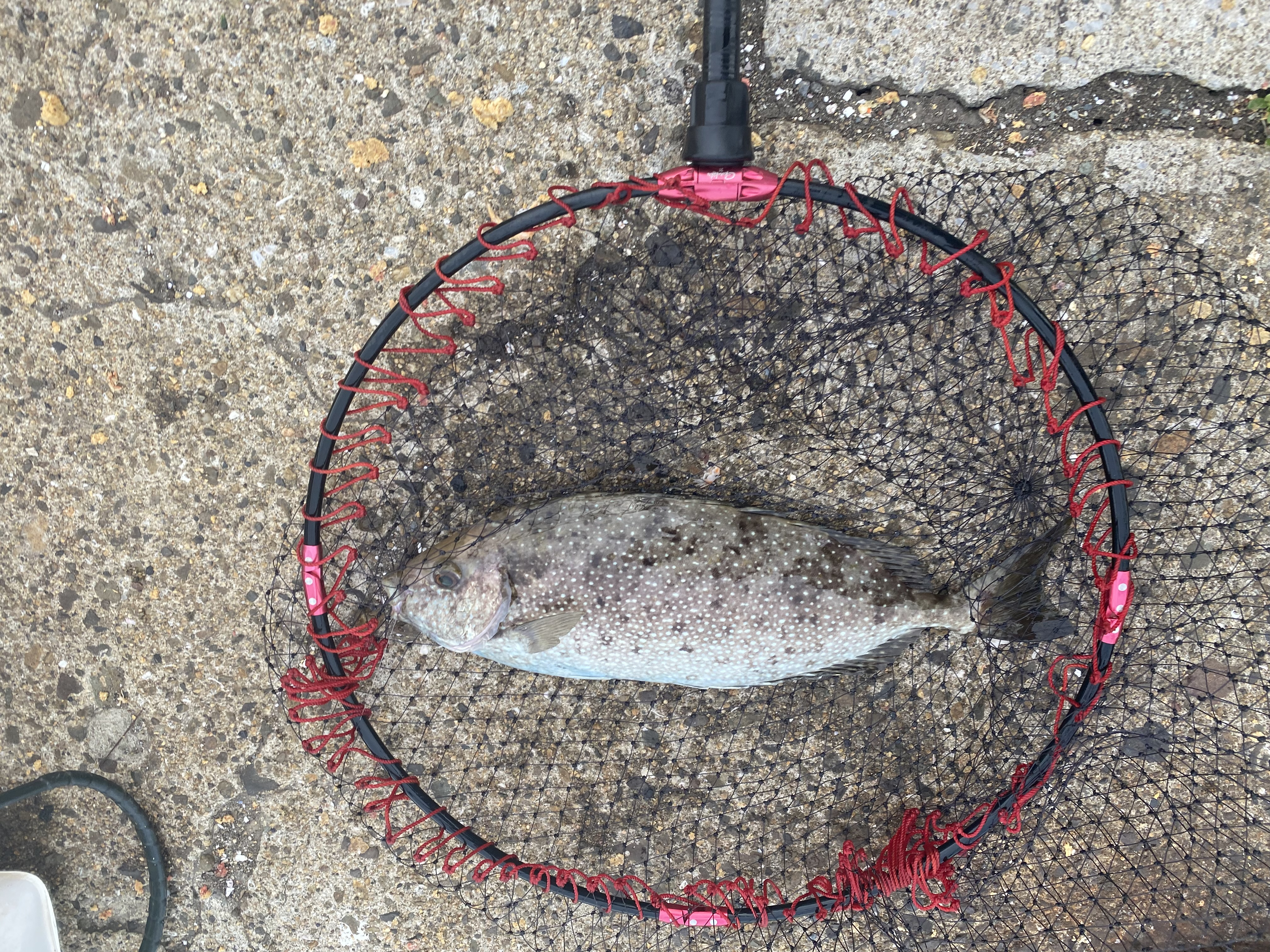

アイゴ（藍子、阿乙呉、学名：Siganus fuscescens）は、アイゴ科に分類される海水魚の一種。日本列島周辺を含む西太平洋の暖海域沿岸に生息する。
漁獲後に時間が経つと少し臭みが出てくるが、新鮮なうちに内臓を取り除くなどすれば、刺身などで味わえる白身魚である。鰭（背鰭、腹鰭、尻鰭）の棘に毒をもち、刺されるとひどく痛む。

## 特徴
成魚は全長20 - 30センチメートルほどで、体は木の葉のように左右に平たい。体色は側面に褐色の横縞が数本あり、全身に白っぽい斑点があり、この斑点は環境や刺激によって素早く変化する。口は小さいが唇は厚い。皮膚は比較的厚く丈夫である。
背鰭、腹鰭、臀鰭の棘条は太く鋭く発達していて、それぞれに毒腺を備える。この棘に刺されると毒が注入され、数時間-数週間ほど痛む。刺された場合は42 - 45℃ほどの湯に患部を入れると、毒素のタンパク質が不活性化するので痛みが和らぐとされる。アイゴが死んでも棘の毒は消えないので、漁獲したら刺されないようはさみなどで棘を切断しておくのが望ましい。

### 分布
日本列島の本州（青森県佐井村牛滝）以南、朝鮮半島南部からオーストラリア大陸北部まで、西太平洋の熱帯・温帯海域の沿岸に広く分布する。日本の沖縄県産は従来「シモフリアイゴ」と呼ばれ、学名S. canaliculatusが与えられて別種扱いされていた。

### 生態
海藻の多い岩礁やサンゴ礁に生息し、汽水域にもよく進入する。食性は特に海藻を好んで食べるほか、甲殻類や多毛類なども捕食する雑食性である。この植食性の強さから、水族館ではしばしば餌としてコマツナなどの葉菜類を与える。漁法としてもサツマイモを餌にした籠漁（沖縄県）や、酒かすや味噌などを練り餌にした釣りが存在する。紀伊大島（和歌山県串本町）にある近畿大学大島実験場で行われているアイゴの養殖では、野菜くずが飼料として与えられている。
西日本では沿岸の藻場が消失する磯焼けの原因として、アイゴによる食害を指摘されている。このため長崎県では、アイゴを捕獲して、臭みを抑えるエサを与えて飼育したうえで食用に出荷する取り組みが行なわれている。
産卵期は7 - 8月で、付着性卵を産む。1 - 2日のうちに全長2.1 - 2.6ミリメートルの稚魚が孵化する。稚魚はプランクトンを捕食しながら浮遊生活を送るが、全長3センチメートル程度まで成長すると沿岸域に大群で集まって海藻を食べるようになる。夏から秋にかけて、全長が数-10センチメートル程度になった若魚の群れが餌を漁る様子が港などで見られることがある。

## 日本の地方名
「イタイタ」（富山県）、「ヨソバリ」（小笠原諸島）、「シャク」（静岡県）、「バリ」（西日本各地）、「アイ」（関西・三重県）、「シブカミ」（アイゴの老生魚を指す和歌山県の方言）、「アイノウオ（島根県）、「モアイ」（広島県）、「モクライ」「アイバチ」（山口県）、「イバリ」（福岡県）、「ヤー」「ヤーノイオ」「ヤノウオ」（天草諸島）、「ウミアイ」「バリ」「バリゴ」（熊本県・宮崎県）、「エーグヮー」「アーエー」「シラエー」（沖縄県）など、日本各地に様々な地方名がある。
「イタイタ」「アイバチ」「ヤーノイオ」などは毒の棘を持つことに因んだ呼称である。また身の磯臭さを「小便くさい」と捉えたことに由来するのが「バリ」「エエバリ」などの系統の方言呼称で、小便の別称「ばり」「いばり」に由来する。和歌山県の「シブカミ」は老生魚の皮膚の質感が渋紙（柿渋を塗った丈夫な紙）に似ることに由来する。

## 利用

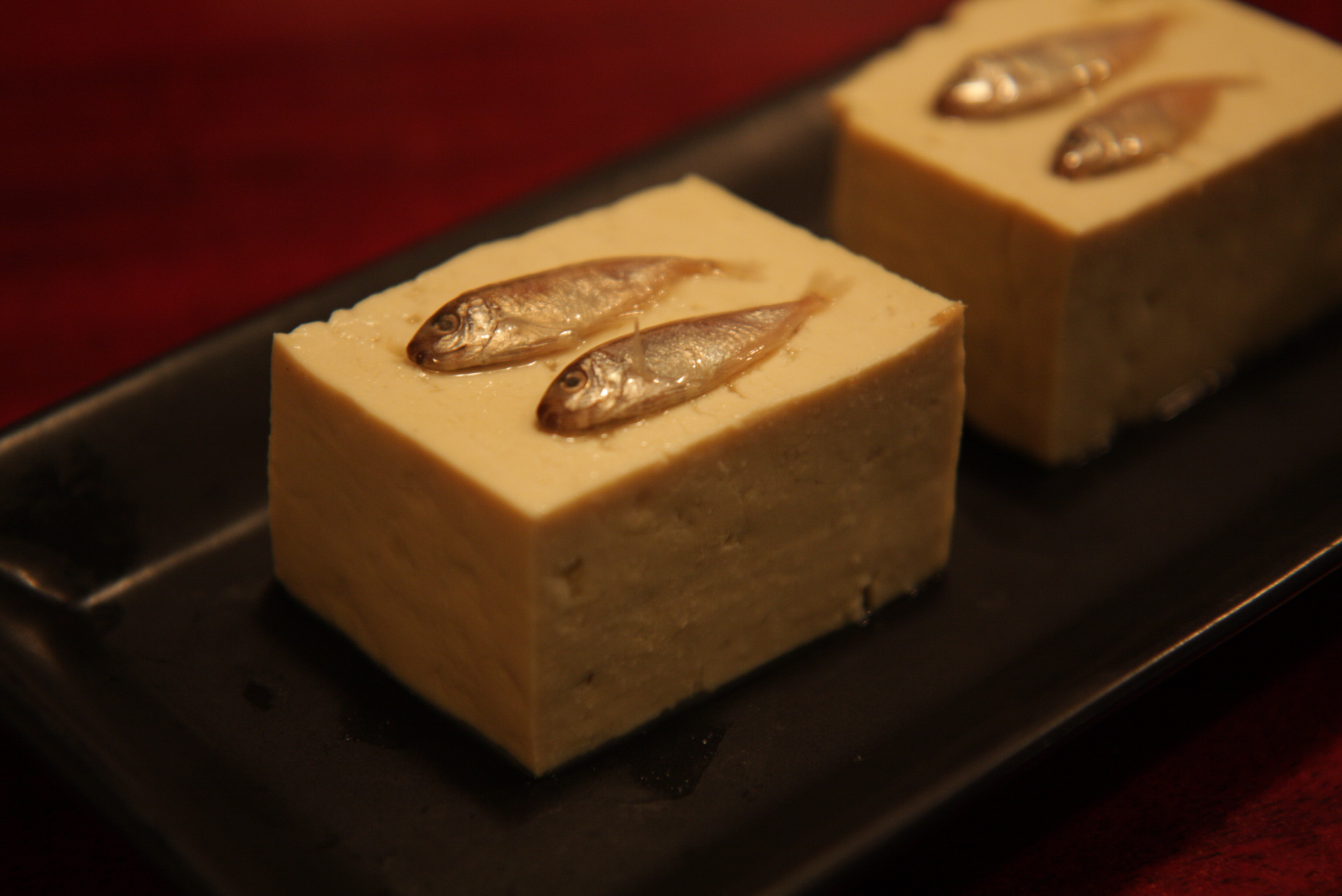
スクガラス豆腐

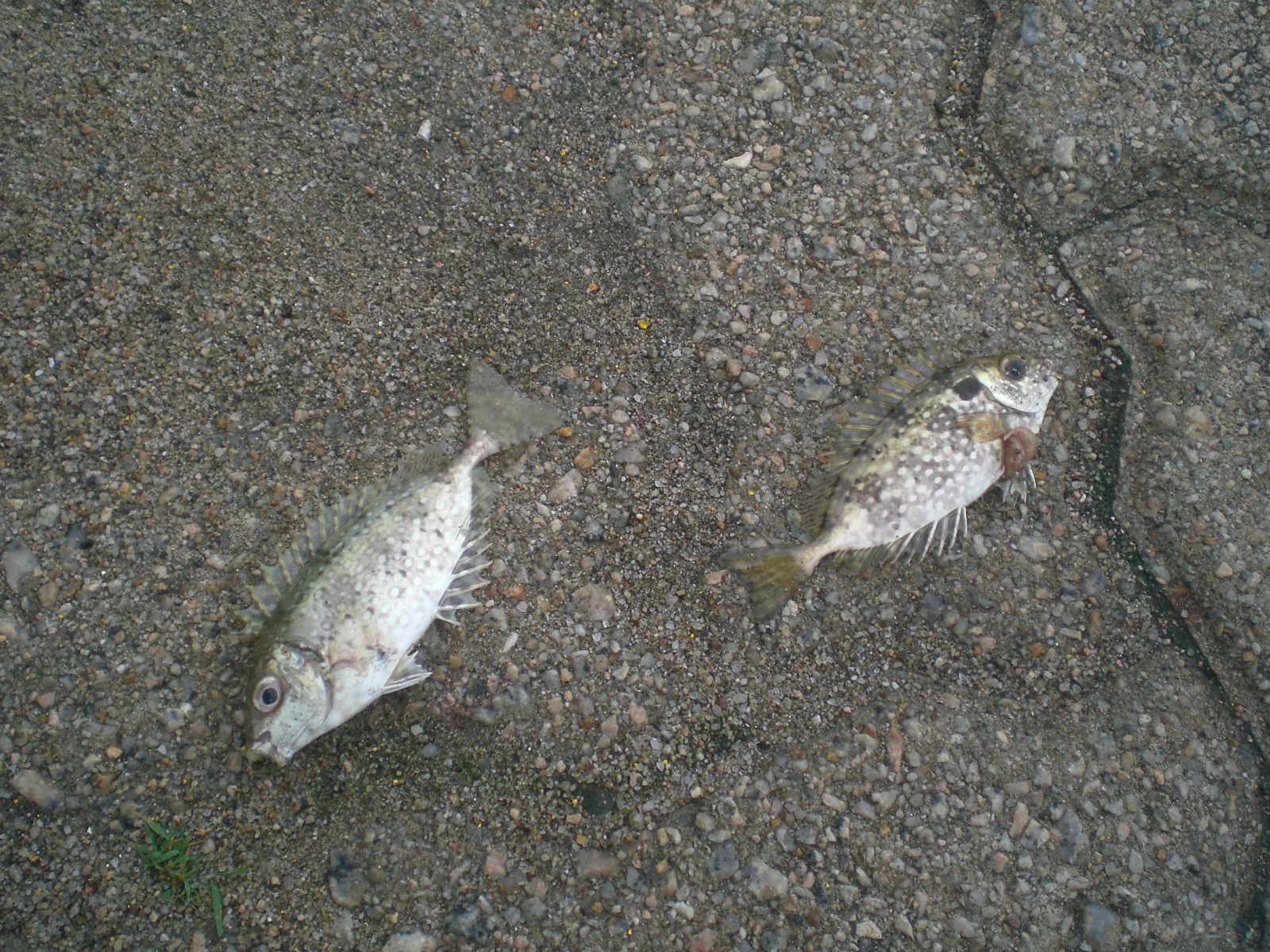
アイゴ

### 漁獲
定置網、地引き網、釣りなどの沿岸漁業で漁獲される。四国、九州、沖縄などでは市場にも流通する。

### 食材
毒の棘を持つとともに肉が磯臭いので人や地域によっては嫌われるが、徳島県や和歌山県などでは美味な魚として珍重される。盛り付けた皿を舐めるほど旨いとして、「アイゴの皿ねぶり」という言葉もある。
磯臭さを除けば肉質は悪くない。歯ごたえのある白身で、刺身・洗い、塩焼き、煮付けなどで食べられる。長い大腸は渦巻状になっており、見た目から「ゼンマイ」と呼ばれ、新鮮なら煮物などで食べられる。ただし磯臭さは内臓から身に移るので、新鮮なうちに内臓を傷つけずに取り除いて、ショウガや柚子胡椒で臭みを消すとよい。皮を引かずに柵にとり、鰹のタタキ（土佐作り）のように表面を焼いて刺身にすると厚い皮も味わえる。
沖縄料理のスクガラスはシモフリアイゴや近縁種のアミアイゴを主としたアイゴ類の稚魚（スク、シュク）を塩辛にしたもので、豆腐に乗せるなどして食べる。また、塩辛だけでなく酢締めや唐揚げにもされる。成魚はもっぱら塩味で煮付けたマース煮で供される。
香港では岸釣りの定番の魚として捕られ、泥鯭（広東語：ナイマーン）と呼んでスープの具などに用いられる。大衆食堂などでも生きたままで流通しており、かつては非常に安価だったが、近年は取れにくくなって値も上がっている。